# 居胡姆
居胡姆是德国下萨克森州的一个市镇。总面积48.54平方公里，总人口2333人，其中男性1183人，女性1150人（2011年12月31日），人口密度48人/平方公里。